# Varo Bravetti
Varo Bravetti (Terni, 29 luglio 1924 – ...) è stato un calciatore e allenatore di calcio italiano, di ruolo terzino.

## Carriera

### Giocatore
Giocò per una stagione in Serie A nel Catania ed in Serie B con Catania e Pisa.

### Allenatore
Ha allenato per una stagione la Torres.

## Palmarès

### Giocatore

#### Competizioni nazionali
- Serie B: 1

Catania: 1953-1954